# Microsomacanthus microskrjabini
Microsomacanthus microskrjabini is een lintworm (Platyhelminthes; Cestoda). De worm is tweeslachtig. De soort leeft als parasiet in andere dieren.
Het geslacht Microsomacanthus, waarin de lintworm wordt geplaatst, wordt tot de familie Hymenolepididae gerekend. De wetenschappelijke naam van de soort werd voor het eerst geldig gepubliceerd in 1964 door Spassky & Jurpalova.